# Campo-Formio (métro de Paris)
Pour les articles homonymes, voir Campo-Formio (homonymie).
Campo-Formio est une station de la ligne 5 du métro de Paris, située dans le 13e arrondissement de Paris.

## Situation
La station est située sous le boulevard de l'Hôpital, à hauteur du débouché de la rue de Campo-Formio. Approximativement orientée selon un axe nord-est/sud-ouest, elle s'intercale entre la station Saint-Marcel et le terminus sud de Place d'Italie.

## Histoire

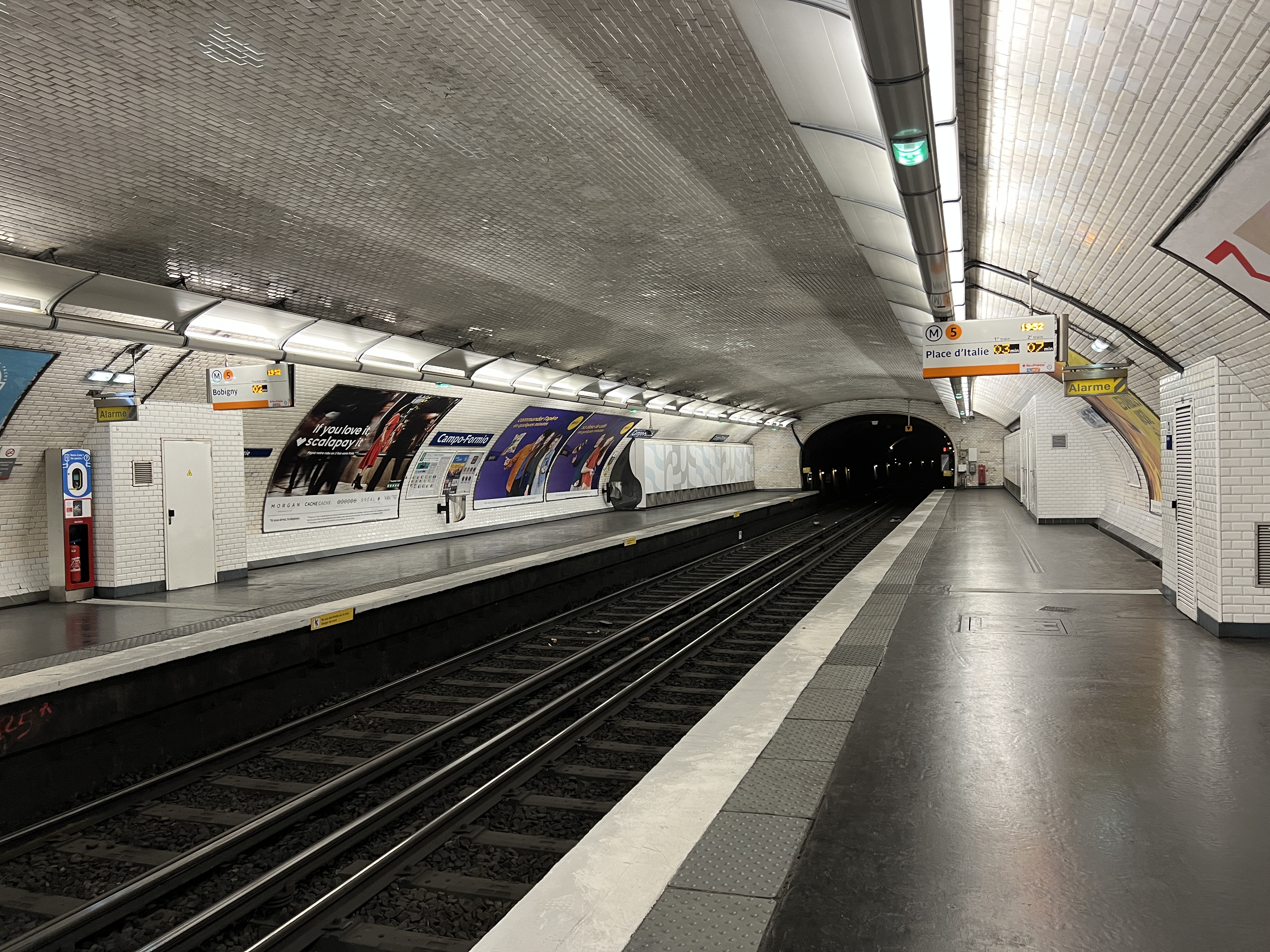
Vue des quais.

La station est ouverte le 6 juin 1906, soit quatre jours après la mise en service du premier tronçon de la ligne 5 entre Gare d'Orléans (aujourd'hui Gare d'Austerlitz) et Place d'Italie. Jusqu'alors, les trains la traversaient sans y marquer l'arrêt.
Elle doit sa dénomination par métonymie à sa proximité avec la rue de Campo-Formio, laquelle rend hommage à la ville italienne de Campoformido (baptisée Campo-Formio à cette époque) en Frioul-Vénétie Julienne qui vit, en 1797, la signature du traité de Campo-Formio entre l’Autriche et Bonaparte. La France obtenait la Belgique, une partie de la rive gauche du Rhin, les îles Ioniennes et la reconnaissance de la République cisalpine.
Dans le cadre du programme « Renouveau du métro » de la RATP, les couloirs de la station et l'éclairage des quais ont été rénovés le 14 mai 2005.
Au cours de l'été 2007, la station fut le terminus provisoire de la ligne 5 à la suite de la fermeture des quais de la station Place d'Italie dans le cadre du remaniement de la boucle terminale dite « boucle d'Italie ».

### Fréquentation
Nombre de voyageurs entrés à cette  station :
| Année                      | 2013      | 2014      | 2015      | 2016      | 2017      | 2018      | 2019      | 2020    | 2021      |
| -------------------------- | --------- | --------- | --------- | --------- | --------- | --------- | --------- | ------- | --------- |
| Nombre de voyageurs par an | 1 120 960 | 1 280 674 | 1 256 651 | 1 281 234 | 1 297 695 | 1 369 978 | 1 335 450 | 664 119 | 1 016 150 |
| Rang                       | 290e      | 286e      | 286e      | 285e      | 286e      | 285e      | 283e      | 282e    | 282e      |
| Nombre de stations         | 302       | 302       | 302       | 302       | 302       | 302       | 302       | 304     | 304       |

## Services aux voyageurs

### Accès
La station dispose d'un unique accès intitulé « Boulevard de l'Hôpital », débouchant au droit de la Maison des sciences économiques (établissement sous la tutelle de l'Université Panthéon-Sorbonne) au no 106 de ce boulevard. Constitué d'un escalier fixe, il est orné d'un édicule Guimard, lequel fait l'objet d'une inscription au titre des monuments historiques par l'arrêté du 12 février 2016.

### Quais
Campo-Formio est une station de configuration standard : elle possède deux quais séparés par les voies du métro et la voûte est elliptique. La décoration est du style utilisé pour la majorité des stations du métro : les bandeaux d'éclairage sont blancs et arrondis dans le style « Gaudin » du renouveau du métro des années 2000, et les carreaux en céramique blancs biseautés recouvrent les pieds-droits, la voûte, les tympans et les débouchés des couloirs. Les cadres publicitaires sont métalliques et le nom de la station est inscrit en police de caractères Parisine sur plaques émaillées. Il s'agit d'une des rares stations du réseau dépourvues de mobilier permettant aux voyageurs de s'asseoir.

### Intermodalité
La station est desservie par les lignes 57 et 67 du réseau de bus RATP.

## À proximité
- Arts et Métiers ParisTech
- Jardin Federica-Montseny